# Remaufens
Remaufens (Freiburger Patois Remôfinⓘ) ist eine politische Gemeinde im Distrikt Veveyse  (deutsch: Vivisbachbezirk) des Kantons Freiburg in der Schweiz.

## Geographie
Remaufens liegt auf 789 m ü. M., 8 km nordnordöstlich von Vevey (Luftlinie). Das Strassendorf erstreckt sich an einem sanft nach Westen geneigten Hang über den Niederungen von Tatrel und Broye, im äussersten Südwesten des Freiburger Mittellandes.
Die Fläche des 5,9 km² grossen Gemeindegebiets umfasst einen Abschnitt des Molassehochplateaus im Alpenvorland bei Châtel-Saint-Denis. Das Gebiet wird von Osten nach Westen vom Tälchen des Tatrel, eines linken Seitenbachs der Broye, durchquert. Südlich dieses Baches reicht der Gemeindeboden auf den Höhenrücken des Mont Vuarat, auf dem mit 887 m ü. M. der höchste Punkt von Remaufens erreicht wird. Nach Norden erstreckt sich das Gemeindegebiet über ein leicht gewelltes Hochland, das im Bois de la Couta mit 871 m ü. M. gipfelt, bis in das Waldtal der oberen Broye. Diese bildet die nördliche Grenze von Remaufens. Von der Gemeindefläche entfielen 1997 5 % auf Siedlungen, 26 % auf Wald und Gehölze und 69 % auf Landwirtschaft.
Zu Remaufens gehören über das ganze Gebiet verstreut zahlreiche Einzelhöfe. Nachbargemeinden von Remaufens sind Châtel-Saint-Denis und Attalens im Kanton Freiburg sowie Corsier-sur-Vevey und Maracon im Kanton Waadt.

## Bevölkerung
Mit 1285 Einwohnern (Stand 31. Dezember 2023) gehört Remaufens zu den kleineren Gemeinden des Kantons Freiburg. Von den Bewohnern sind 94,8 % französischsprachig, 1,3 % englischsprachig, und 1,1 % sprechen Deutsch (Stand 2000). Die Bevölkerungszahl von Remaufens belief sich 1900 auf 411 Einwohner. Während des 20. Jahrhunderts pendelte die Bevölkerungszahl bis 1970 im Bereich zwischen 410 und 470 Einwohnern. Seither wurde eine deutliche Bevölkerungszunahme verzeichnet.

## Wirtschaft
Remaufens war bis in die zweite Hälfte des 20. Jahrhunderts ein vorwiegend durch die Landwirtschaft geprägtes Dorf. Früher wurden durch die Wasserkraft des Tatrel mehrere Mühlen betrieben. Noch heute haben die Viehzucht und die Milchwirtschaft und in geringerem Mass der Ackerbau eine wichtige Bedeutung in der Erwerbsstruktur der Bevölkerung. Weitere Arbeitsplätze sind im lokalen Kleingewerbe und im Dienstleistungssektor vorhanden, unter anderem in einem Betrieb, der Landwirtschaftsmaschinen herstellt. In den letzten Jahrzehnten hat sich das Dorf auch zu einer Wohngemeinde entwickelt. Viele Erwerbstätige sind deshalb Wegpendler, die hauptsächlich in Châtel-Saint-Denis und in der Region Vevey-Montreux arbeiten.

## Verkehr
Die Gemeinde ist verkehrsmässig recht gut erschlossen. Sie liegt nahe der Verbindungsstrasse von Châtel-Saint-Denis nach Oron-la-Ville. Der nächste Anschluss an die Autobahn A12, die seit 1981 von Bern bis Vevey durchgehend geöffnet ist, befindet sich rund 4 km vom Ortskern entfernt. Am 29. April 1901 wurde die Schmalspurbahnlinie von Palézieux-Gare nach Châtel-Saint-Denis mit zwei Haltestellen bei Remaufens eröffnet, die Haltestelle Au Moulin wurde 2011 aufgehoben.

## Geschichte
Das Gebiet von Remaufens war vermutlich bereits zur Römerzeit besiedelt. Aus der Merowingerzeit stammen mehrere Steinplattengräber. Die erste urkundliche Erwähnung des Ortes erfolgte im 13. Jahrhundert unter dem Namen Romulfens. Später erschienen die Bezeichnungen Remofens, Remoufens (1309), Remuffens (1367), Remouffens (1462), Roudmonffens (1584) und Rémaufens (1808). Der Ortsname ist vom burgundischen Personennamen Hrômulf abgeleitet und bedeutet mit dem Suffix -ens so viel wie bei den Leuten des Hrômulf.
Im Mittelalter gehörte Remaufens zunächst zur Herrschaft Fruence. Als diese 1296 unter die direkte Herrschaft des Hauses Savoyen kam, gelangte das Dorf als Lehen an die Herren von Bossonnens. 1513 geriet Remaufens unter die Herrschaft von Freiburg und wurde 1536 dem Gebiet der späteren Vogtei Châtel-Saint-Denis zugeteilt. Nach dem Zusammenbruch des Ancien Régime (1798) gehörte das Dorf während der Helvetik und der darauf folgenden Zeit zum damaligen Bezirk Châtel-Saint-Denis, bevor es 1848 in den Bezirk Veveyse eingegliedert wurde. In den Jahren 1896 und 1910 wurden bei Dorfbränden zahlreiche Häuser schwer in Mitleidenschaft gezogen.

## Sehenswürdigkeiten
Die Kapelle Saint-Maurice wurde 1416 erbaut. Nachdem Remaufens 1835 eine eigene Pfarrei geworden war (vorher zur Kirchgemeinde Attalens gehörig), wurde 1843 die neue Pfarrkirche eingeweiht.